# Mönjevallmo
Mönjevallmo (Papaver hybridum) är en vallmoväxtart som beskrevs av Carl von Linné. Enligt Catalogue of Life ingår Mönjevallmo i släktet vallmor och familjen vallmoväxter, men enligt Dyntaxa är tillhörigheten istället släktet vallmor och familjen vallmoväxter. Arten förekommer tillfälligt i Sverige, men reproducerar sig inte. Utöver nominatformen finns också underarten P. h. siculum.

## Bildgalleri

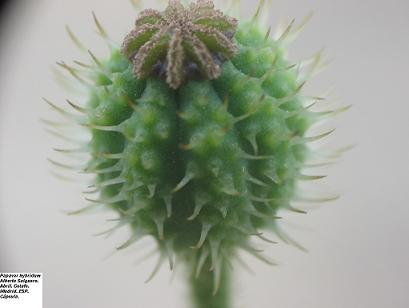
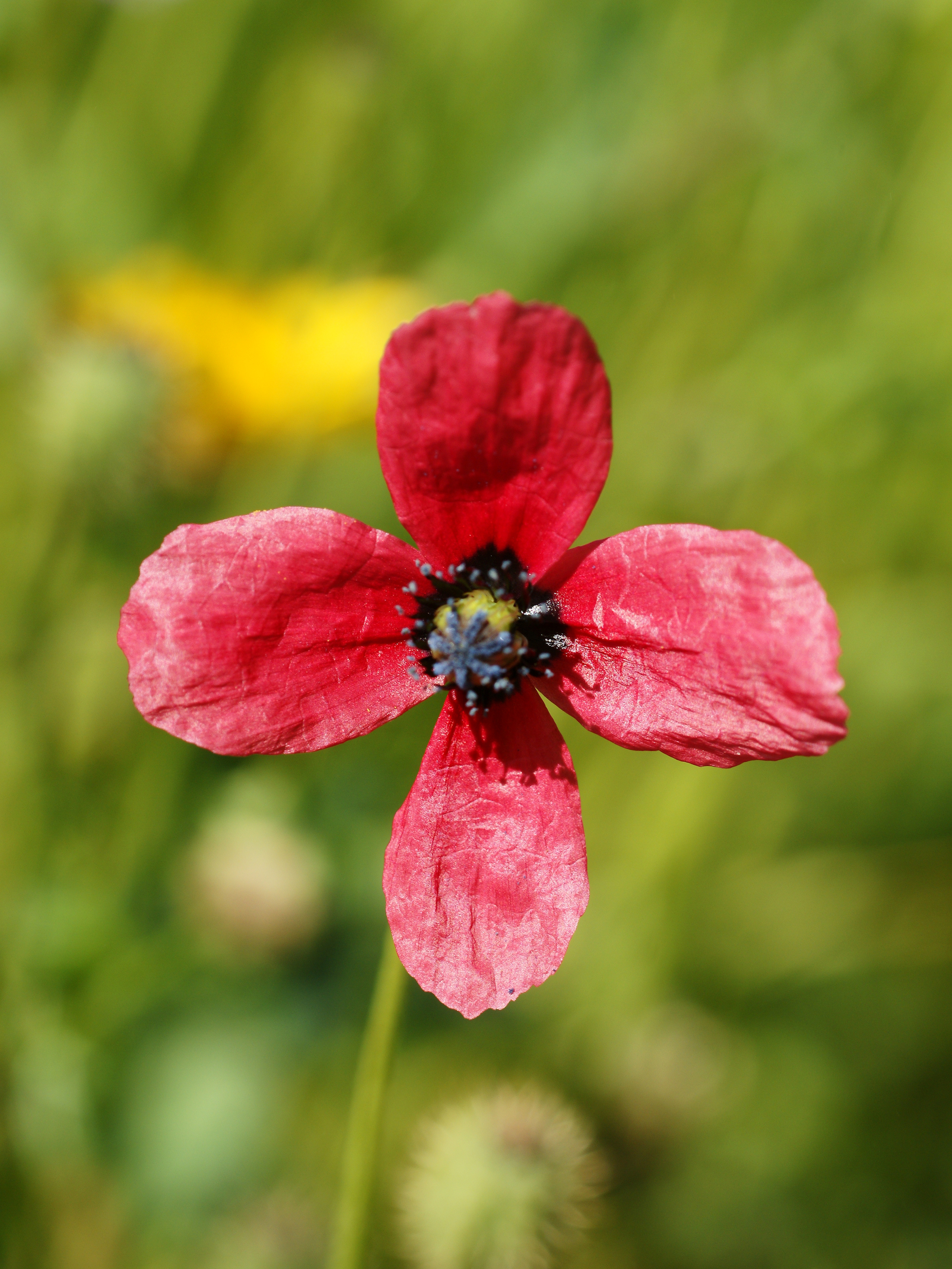
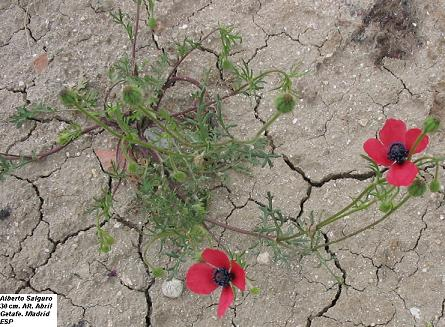
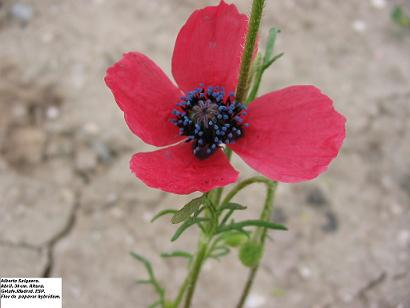
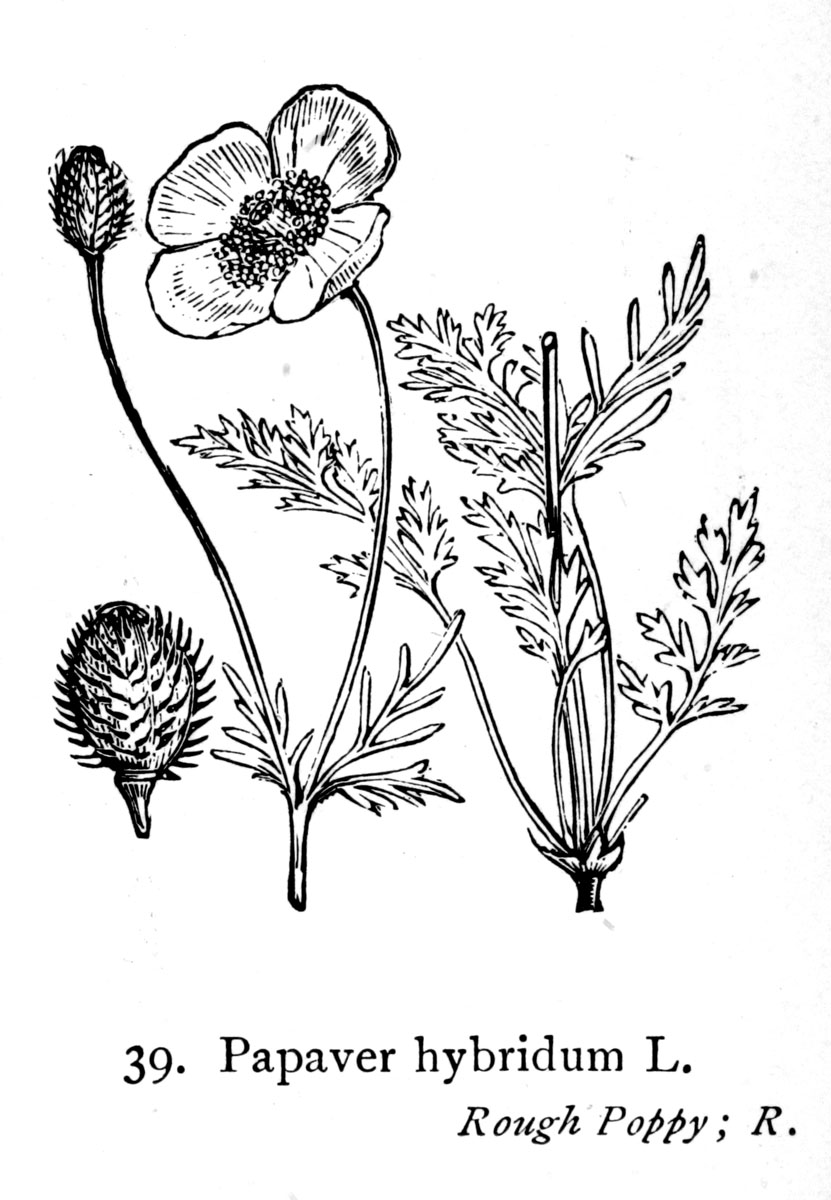
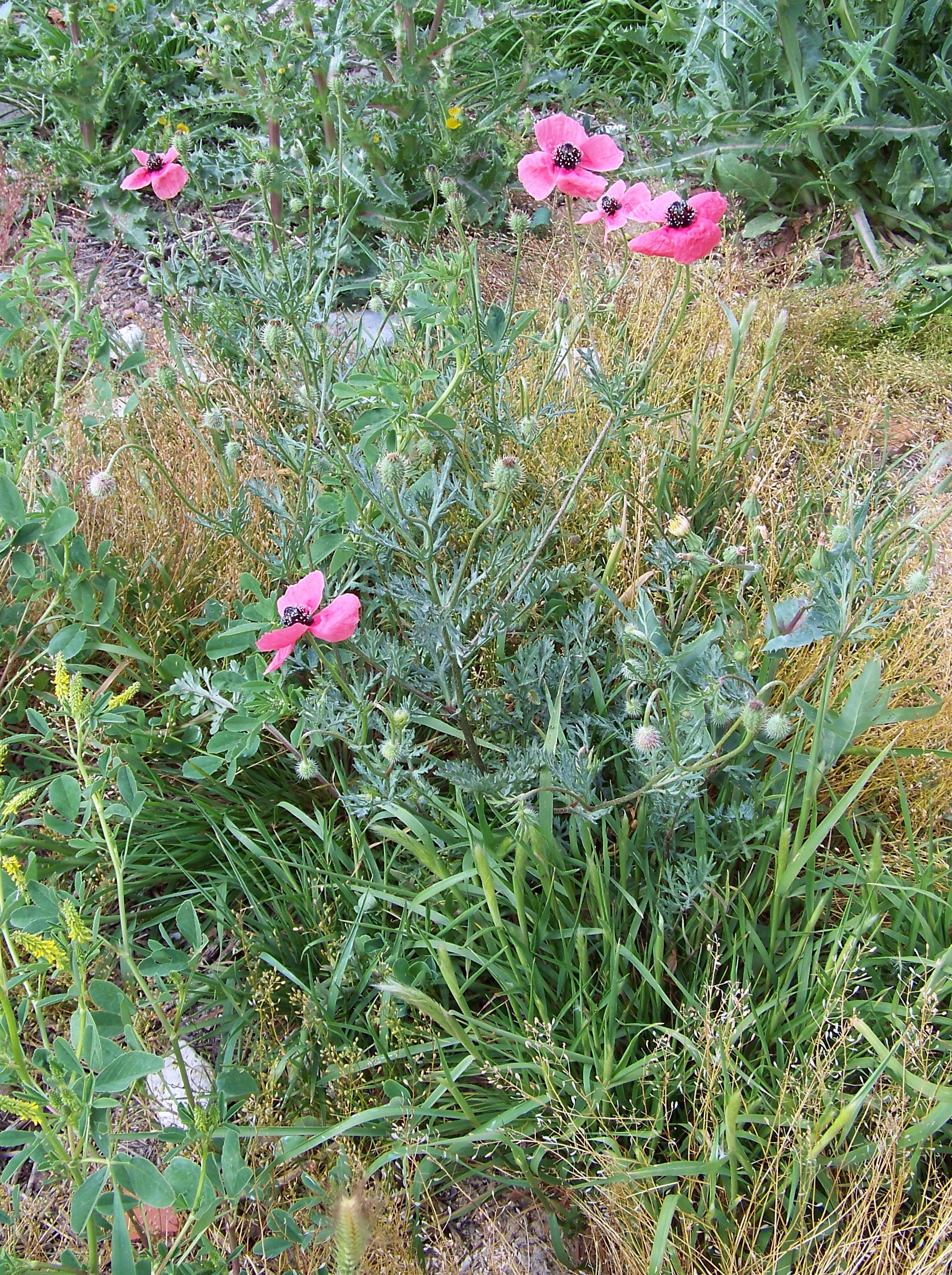
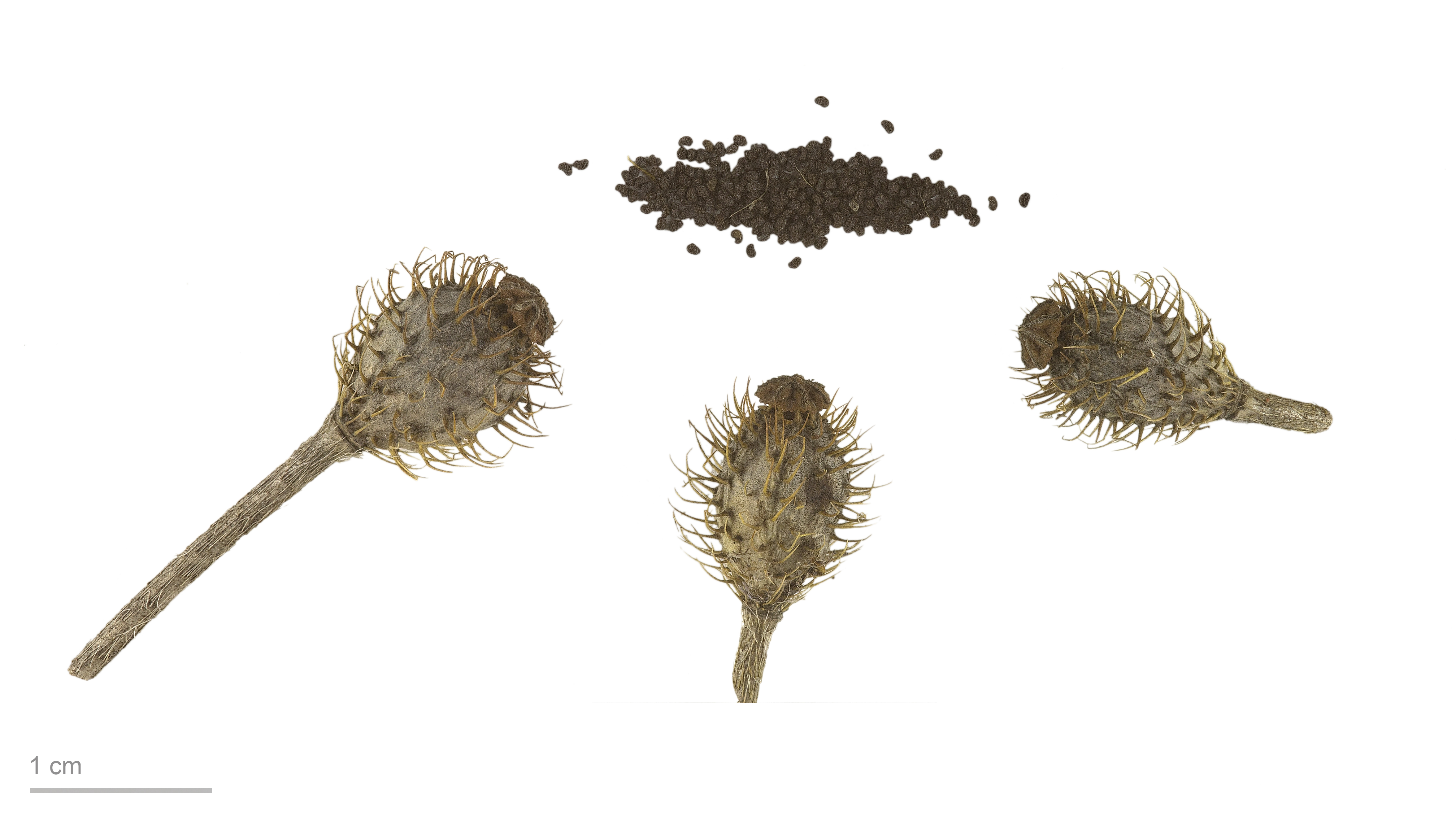
Papaver hybridum'